# Lycodon effraenis
Lycodon effraenis är en ormart som beskrevs av Cantor 1847. Lycodon effraenis ingår i släktet Lycodon och familjen snokar. Inga underarter finns listade i Catalogue of Life.
Denna orm förekommer på södra Malackahalvön, Borneo och Sumatra. Arten lever i låglandet och i bergstrakter upp till 1000 meter över havet. Habitatet utgörs av skogar och odlingsmark. Individerna vistas på marken och klättrar i träd. Honor lägger ägg.
För beståndet är inga hot kända. I utbredningsområdet ingår flera skyddszoner. IUCN kategoriserar arten globalt som livskraftig.